# سلطانیه (دامغان)
سلطانیه روستایی در 25 کیلومتری جنوب غربی شهر دامغان در ناحیه دهستان قهاب رستاق بخش امیرآباد شهرستان دامغان استان سمنان ایران است.

## جمعیت
بر پایه سرشماری عمومی نفوس و مسکن در سال ۱۳۹۵ جمعیت این مکان 200 نفر (10خانوار) بوده‌است.